# وربیتسه (ناحیه پراخاتیتسه)
وربیتسه (به چکی: Vrbice) یک منطقهٔ مسکونی در جمهوری چک است که در ناحیه پراخاتیتسه واقع شده‌است. وربیتسه ۲٫۲۸ کیلومتر مربع مساحت و ۷۲ نفر جمعیت دارد و ۷۴۷ متر بالاتر از سطح دریا واقع شده‌است.